# František Augustin z Valdštejna
Hrabě František Augustin z Valdštejna (německy Franz Augustin Reichsgraf von Waldstein) (1628 – 11. srpna 1684 Vídeň) byl český šlechtic z hrádecké větve rodu Waldsteinů (Valdštejnů), dvořan, diplomat, politik a rytíř Maltézského řádu. Za vlády Leopolda I. patřil k nejvýznamnějším zástupcům české šlechty u císařského dvora, kde zastával několik funkcí. Krátce před smrtí byl nakonec nejvyšším dvorským maršálkem (1683–1684) a v roce 1684 získal Řád zlatého rouna. Vlastnil několik panství v Čechách, v Třebíči zahájil barokní přestavbu kláštera na zámek.

## Životopis

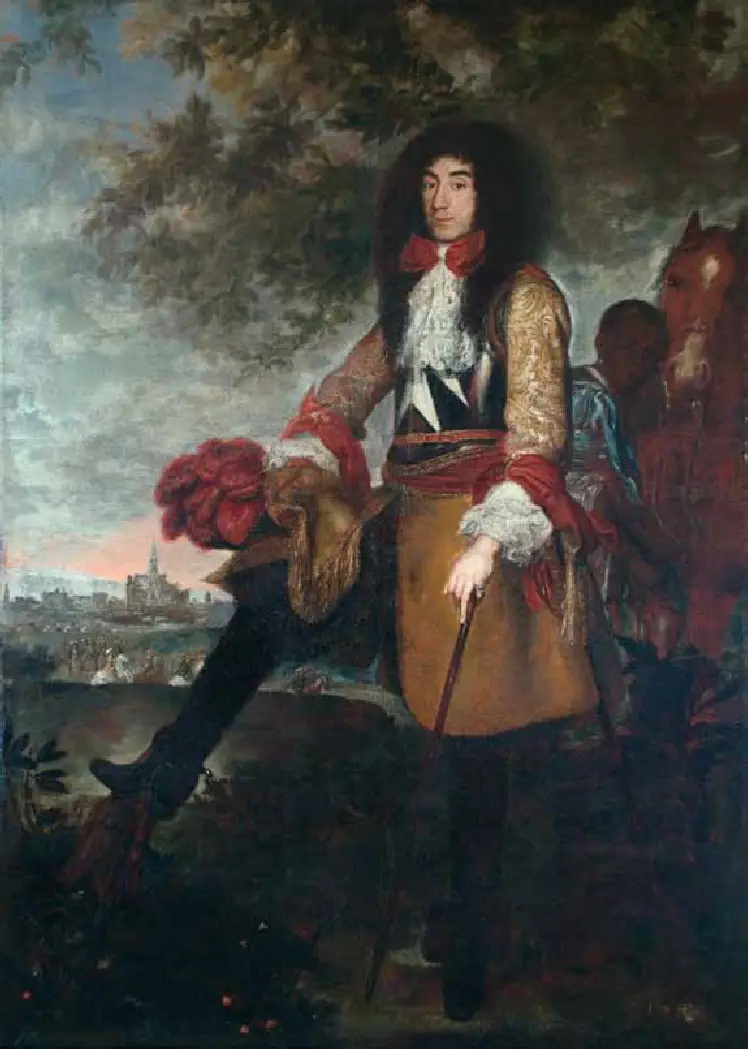
Portrét Františka Augustina z Valdštejna (Jan de Herdt, Muzeum Vysočiny Třebíč)

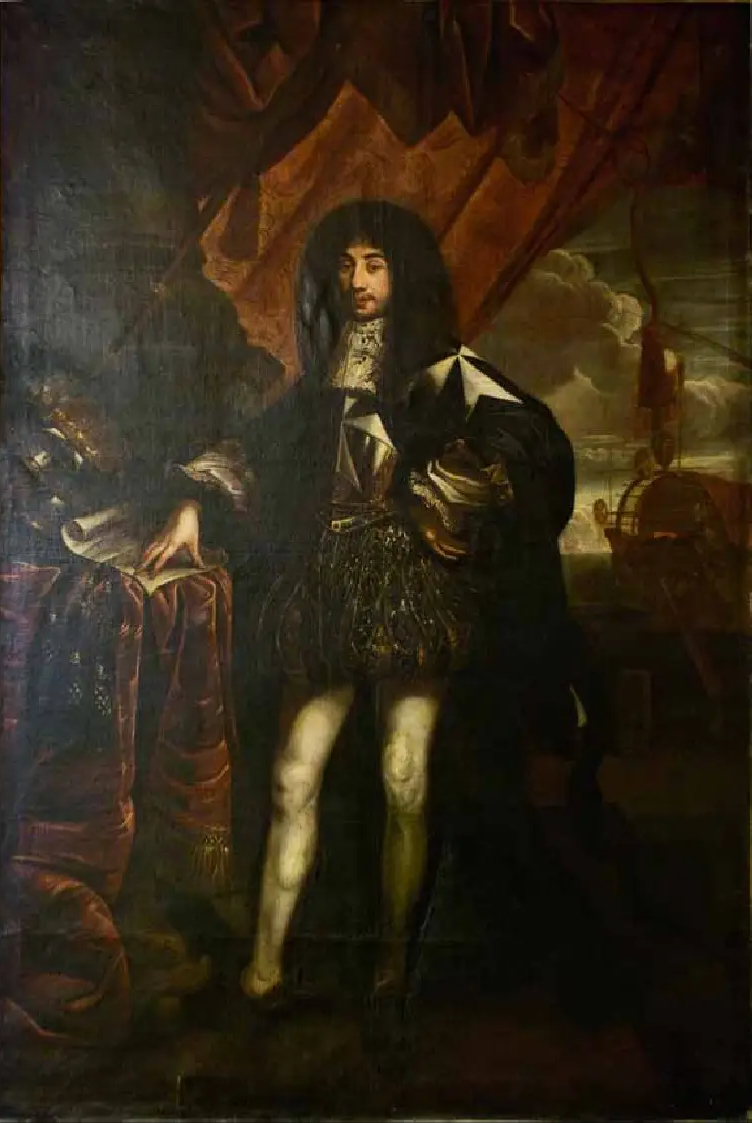
František Augustin z Valdštejna jako rytíř Maltézského řádu (zámek Duchcov)

Pocházel ze staré šlechtické rodiny Valdštejnů, narodil se jako čtvrtý syn hraběte Maxmiliána z Valdštejna († 1655) a jeho první manželky Kateřiny z Harrachu (1599–1640). Od dětství byl předurčen ke kariéře v Maltézském řádu, jehož členem se stal v roce 1647. Poté několik let pobýval střídavě na Maltě a v Itálii. Přes protekci svého vlivného otce se mu nepodařilo v rámci Maltézského řádu dosáhnout vyšších postů, i později ale využíval získaných kontaktů v Římě. Po návratu z Itálie se připojil ke dvoru arcivévody Leopolda a v roce 1654 byl jmenován císařským komořím.
Když se Leopold I. stal v roce 1657 císařem, František Augustin patřil k úzkému okruhu českých šlechticů, kteří měli velmi blízko k novému panovníkovi. Zúčastnil se císařské volby ve Frankfurtu nad Mohanem, kde vynikl v turnajových kláních a při vysoké účasti ze všech zemí Svaté říše římské získal v několika disciplínách nejvyšší bodové ohodnocení. V roce 1659 se stal členem císařské tělesné stráže, příležitostně působil také jako diplomat. V letech 1664–1669 byl velitelem pěchotní císařské gardy a poté v letech 1669–1683 jezdecké gardy. V roce 1672 byl jmenován tajným radou a nadále zůstával předním důvěrníkem císaře Leopolda I. Kromě osobních setkání s ním vedl bohatou korespondenci (v italštině). Císař s Františkem Augustinem konzultoval především kulturní život u dvora a ten díky tomu udržoval kontakty s předními umělci v celé Evropě, malíři, architekty nebo hudebníky. Neměl vysoké politické ambice, ale jako maltézský rytíř a řádový komtur ve Vídni usiloval o dosažení hodnosti kardinála. V tomto ohledu se několikrát osobně angažoval v letech 1672–1673 Leopold I., ale bez úspěchu. Vrcholem kariéry Františka Augustina byla funkce nejvyššího dvorského maršálka, kterou zastával krátce před smrtí v letech 1683–1684. V roce 1684 získal Řád zlatého rouna. Své postavení u dvora uplatňoval ve prospěch příbuzných, doložený je například vliv na rychlou církevní kariéru nejmladšího bratra Jana Bedřicha (1642–1694), který se již ve třiatřiceti letech stal pražským arcibiskupem.

## Majetkové poměry

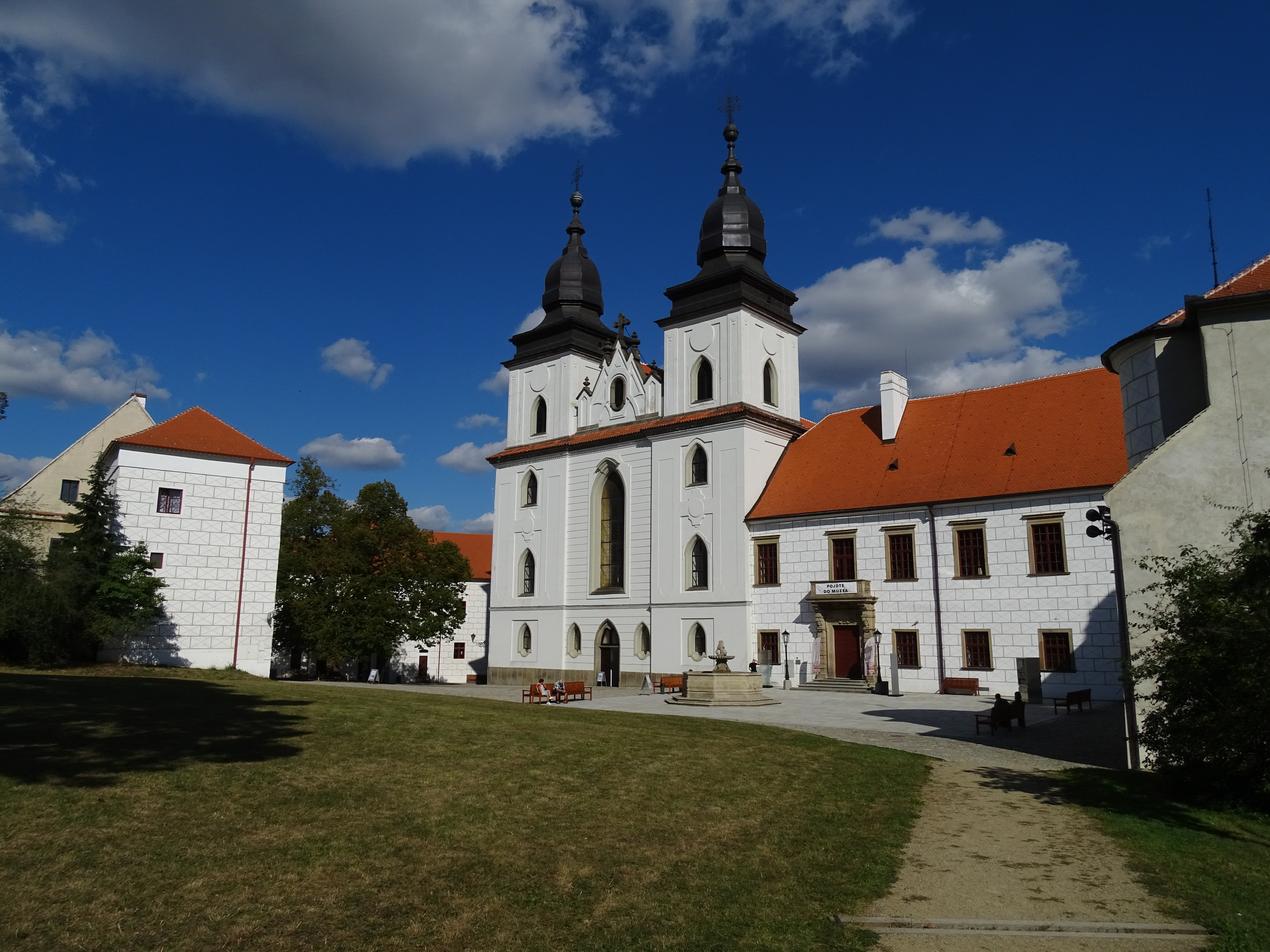
Bazilika svatého Prokopa v Třebíči

Po otci zdědil panství Dobrovice (1655), po bratranci Františku Adamovi později převzal ještě seniorátní fideikomisní panství Třebíč (1666). K Třebíči přikoupil v roce 1678 za 7 000 zlatých statek Dolní Vilémovice. I když pobýval převážně ve Vídni a ke svým českým statkům neměl žádný osobní vztah, v Třebíči rozvinul značnou stavební aktivitu zaměřenou především na přestavbu bývalého kláštera do podoby barokního zámku, obnovil také klášterní baziliku sv. Prokopa. V Dobrovici nechal obnovit starý špitál a doloženy jsou také jeho finanční dary na stavby a úpravy kostelů. Jako maltézský rytíř musel získal zvláštní povolení, aby mohl volně disponovat svým majetkem. Dispens získal s podmínkou investovat 18 000 zlatých na budování opevnění na Maltě. Panství Třebíč a Dobrovice odkázal svému mladšímu bratrovi Karlu Ferdinandovi (1634–1702), kterému zároveň zanechal 30 000 zlatých v hotovosti. Dalších 25 000 zlatých svou závětí odkázal na založení kapucínského kláštera v Třebíči (k založení kláštera byl zavázán již odkazem svého předchůdce na Třebíči Františka Adama, ale buď to nestihl nebo to nepovažoval za důležité). Jeho poslední vůle zahrnuje také řadu drobných darů osobní povahy pro přátele, příbuzné i služebnictvo. Pohřben byl ve valdštejnské kapli Augustiniánského kostela ve Vídni. Jako vysoce postavený dvořan byl mnohokrát portrétován, několik jeho portrétů má ve svých sbírkách Muzeum Vysočiny v Třebíči, jeden rozměrný portrét je umístěn v hlavním sále na zámku Duchcov.